# 田川村 (石川県)
田川村（たがわむら）は石川県能美郡にあった村。現在の小松市の北西端、北陸本線明峰駅の周辺、梯川右岸にあたる。

## 地理
- 河川 ： 梯川

## 歴史
- 1889年（明治22年）4月1日 - 町村制の施行により、島田村、松梨村、犬丸村、蛭川村、御館村、梯村、大島村及び平面村の区域をもって、田川村が発足する。
- 1898年（明治31年）4月1日 - 北陸線（現・北陸本線）の小松駅・金沢駅間開業により、同線が田川村内を通過。駅の設置は無し。
- 1907年（明治40年）8月5日 - 田川村、高田村及び千針村の区域の内、大字能美、大字千代及び大字一針の区域が合併して、板津村が発足する。

## 交通

### 鉄道路線
村域を国有鉄道北陸線（現・北陸本線）が通過したが、駅は所在しなかった。明峰駅は未開業。